# بيتر ليند (مصور)
بيتر ليند (بالدنماركية: Peter Lind)‏ هو مصور دنماركي، ولد في 1961 في كوبنهاغن في الدنمارك.